# Карлос Алберто Діас
Карлос Алберто Діас (порт. Carlos Alberto Dias, нар. 5 травня 1967, Бразиліа) — бразильський футболіст, що грав на позиції нападника.
Виступав, зокрема, за клуб «Ботафогу», а також національну збірну Бразилії.

## Клубна кар'єра
Карлос Альберто Діас розпочав свій футбольний шлях у клубі «Матсубара» у 1985 році, в складі якої провів один рік. З 1986 по 1988 роки захищав кольори японського клубу «Фудзіта Індастріс». У бразильському чемпіонаті дебютував 9 листопада 1988 року в нічийному (2:2) між матчі «Кортібою» та «Фламенгу». У футболці «Кортіби» виграв чемпіонат штату Парани — Ліги Паранаенсе в 1989 році.
У 1990—1992 роках виступав у Ботафого (Ріо-де-Жанейро). У футболці «Ботафогу» виграв чемпіонату штату Ріо-де-Жанейро — Ліги Каріока 1990 року. У 1992—1993 роках захищав кольори «Васко да Гама» (Ріо-де-Жанейро), у складі якого в 1992 та 1993 роках става переможцем чемпіонату штату. У 1993-1994 роках по черзі виступав у «Греміо», «Фламенгу» та «Парані».
У 1995 та 1997 роках виступав у Японії в клубах «Сімідзу С-Палс» та «Верді Кавасакі». Між виступами в японії вдруге захищав кольори «Парани», в складі якої в 1996 та 1997 роках ставав переможцем чемпіонату штату. Далі виступав у «Баїя», «Кортіба» та «Флуміненсе». У 1999 році повернувся до «Парани». Востаннє в бразильському чемпіонаті виходив на поле в футболці «Парани» у переможному (4:1) матчі проти «Атлетіку Мінейру». Протягом 1988—1999 років у чемпіонаті Бразилії зіграв 114 матчів та відзначився 10-ма голами.
Протягом 2000—2006 років захищав кольори клубів «Сеара», «Сідзуока», «Операріо» та «Марсіліо Діас».
Завершив професійну ігрову кар'єру у клубі «АБС», за команду якого виступав протягом 2007 року.

## Виступи за збірну
15 квітня 1992 року зіграв свій єдиний матч у складі національної збірної Бразилії. Це був товариський поєдинок між Бразилією та Фінляндією, який завершився перемогою бразильців з рахунком 3:1. 

## Клубна статистика
| Клубні виступи | Клубні виступи | Клубні виступи | Ліга  | Ліга |
| Сезон          | Клуб           | Ліга           | Матчі | Голи |
| Бразилія       | Бразилія       | Бразилія       | Ліга  | Ліга |
| -------------- | -------------- | -------------- | ----- | ---- |
| 1988           | Корітіба       | Серія A        | 12    | 3    |
| 1989           | Корітіба       | Серія A        | 8     | 4    |
| 1990           | Ботафого       | Серія A        | 17    | 0    |
| 1991           | Ботафого       | Серія A        | 13    | 1    |
| 1992           | Ботафого       | Серія A        | 23    | 4    |
| 1993           | Васко да Гама  | Серія A        | 0     | 0    |
| 1993           | Греміо         | Серія A        | 4     | 2    |
| 1994           | Парана         | Серія A        | 15    | 5    |
| Японія         | Японія         | Японія         | Ліга  | Ліга |
| 1995           | Сімідзу С-Палс | Джей-ліга      | 32    | 17   |
| Бразилія       | Бразилія       | Бразилія       | Ліга  | Ліга |
| 1996           | Парана         | Серія A        | 8     | 1    |
| Японія         | Японія         | Японія         | Ліга  | Ліга |
| 1997           | Верді Кавасакі | Джей-ліга      | 10    | 3    |
| Бразилія       | Бразилія       | Бразилія       | Ліга  | Ліга |
| 1998           | Корітіба       | Серія A        | 3     | 0    |
| 1999           | Парана         | Серія A        | 10    | 0    |
| Країна         | Бразилія       | Бразилія       | 113   | 20   |
| Країна         | Японія         | Японія         | 42    | 20   |
| Загалом        | Загалом        | Загалом        | 155   | 40   |

## Статистика виступів у збірній
| національна збірна Бразилії | національна збірна Бразилії | національна збірна Бразилії |
| Рік                         | Матчі                       | Голи                        |
| --------------------------- | --------------------------- | --------------------------- |
| 1992                        | 1                           | 0                           |
| Загалом                     | 1                           | 0                           |